# بلونطيا
البلونطيا (الاسم العلمي: Belontia) هي جنس من الأسماك يتبع الفصيلة الالجورامية من رتبة الفرخيات.

## أنواع البلونطيا
- بلونطيا ماليزية
- بلونطيا سيلانية